# Grand Bec (massif de la Vanoise)
Pour les articles homonymes, voir Grand Bec.
Le Grand Bec est un sommet de France situé dans le massif de la Vanoise, en Savoie. Son altitude est de 3 399 mètres.

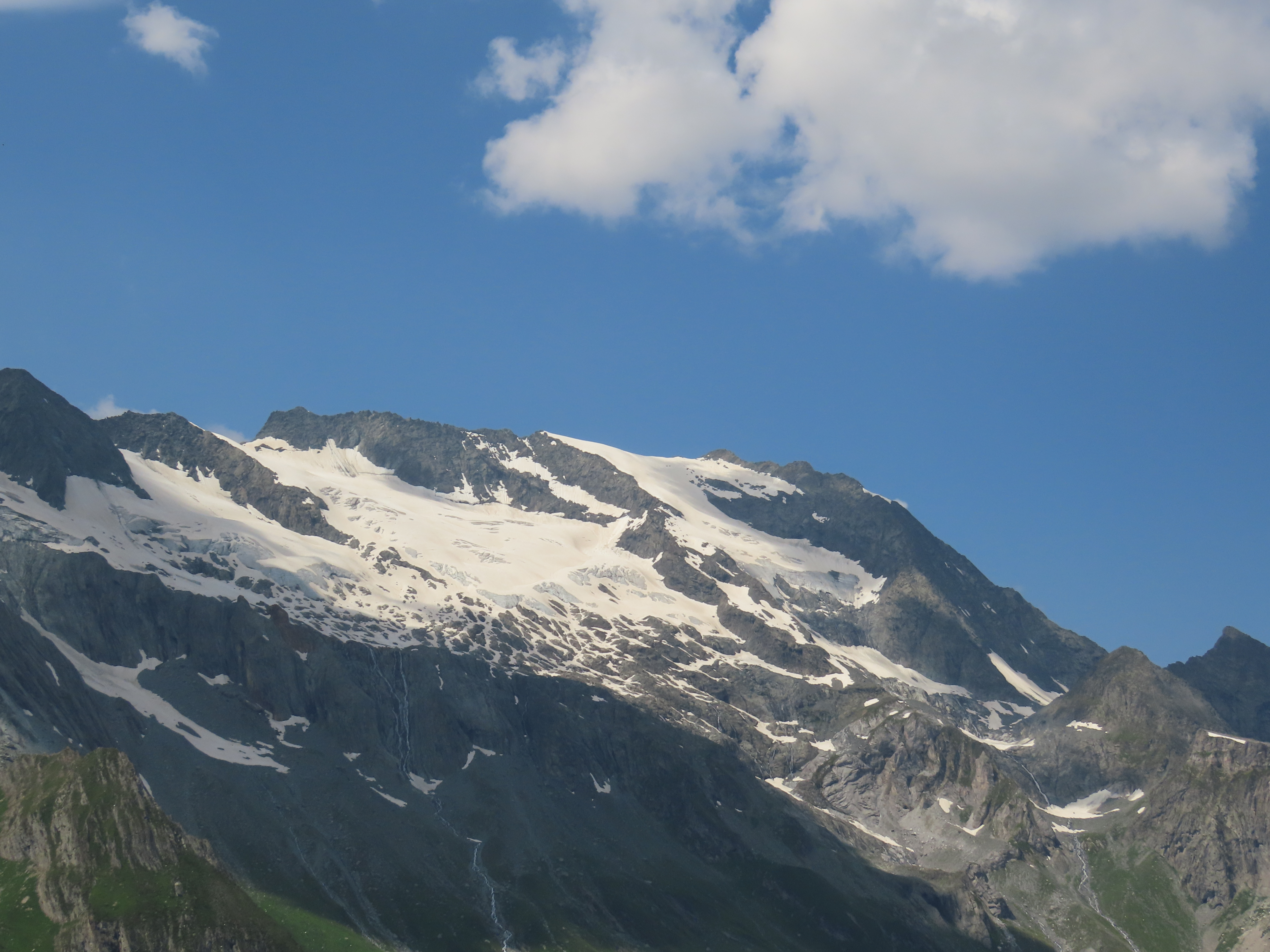
Le Grand Bec dominant les glaciers des Volnets à gauche et de Troquairou à droite depuis les chalets des Barmés dans la vallée du Doron de Champagny au nord-est.